# Tjernjachovsk

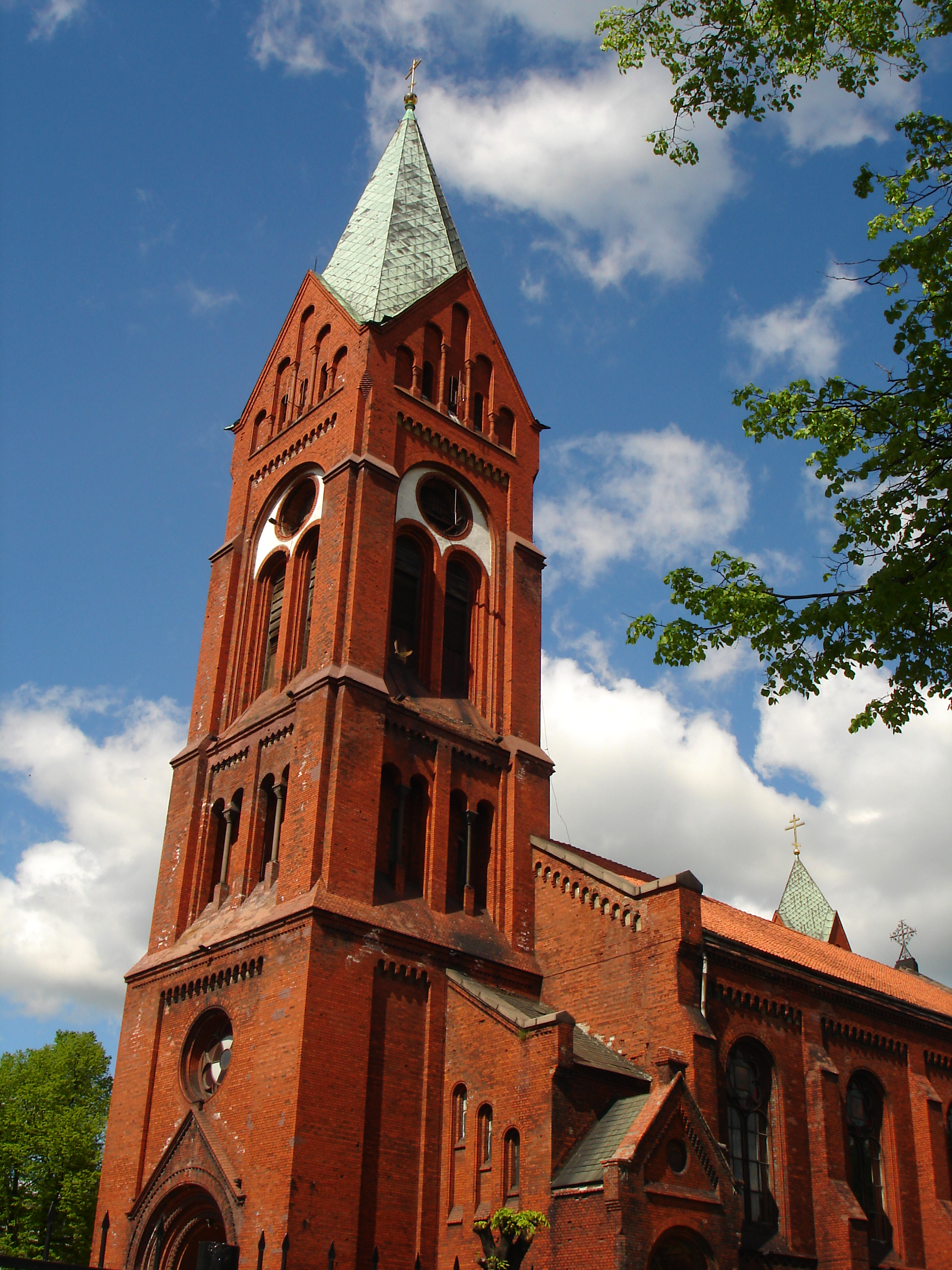
Den tidigare kalvinistiska kyrkan, ritad av arkitekten Friedrich Adler.

Tjernjachovsk (fram till 1945 Insterburg) ryska: Черняховск; tyska: Insterburg; litauiska: Įsrūtis; polska: Wystruć) är en stad i centrala Kaliningrad oblast i Ryssland, vid floderna Instrutj och Angrapas sammanflöde i Pregolja. Folkmängden uppgår till cirka 38 000 invånare.

## Historia
Tyska orden grundlade borgen Insterburg år 1336. En bosättning växte senare fram runt borgen och orten fick stadsrättigheter den 10 oktober 1583. Insterburg blev 1525 en del av hertigdömet Preussen och senare provinsen Östpreussen inom kungariket Preussen. Staden blev en del av Tyska riket 1871 under Tysklands enande. 
Under andra världskriget bombades Insterburg svårt av brittiska flygvapnet den 27 juli 1944. Staden stormades av Röda armén den 21 januari 1945. Insterburg blev efter kriget överfört från Tyskland till Sovjetunionen, i enlighet med Potsdamkonferensen. Dess tyska befolkning blev antingen evakuerad eller utvisad, och ersattes med ryssar. År 1946 ändrades namnet från Insterburg till Tjernjachovsk, efter den sovjetiske generalen Ivan Tjernjachovskij.

## Kända personer med anknytning till orten
- Carl Friedrich Wilhelm Jordan (1819–1904), författare och politiker
- Kurt Kuhlmey (1913–1993), generalmajor i Bundeswehr